# Smilisca puma
Smilisca puma és una espècie de granota que viu a Costa Rica i Nicaragua.
Està amenaçada d'extinció per la pèrdua del seu hàbitat natural.